# Battlefield 2
Battlefield 2 (zkracováno na BF2) je akční počítačová hra pro PC, jejímž tématem je moderní válka. Jedná se o hru žánru FPS (střílečka z vlastního pohledu) s některými prvky strategie. Jako třetí díl série Battlefield ji v červenci 2005 vydala společnost Electronic Arts.
Hru je možno hrát jako singleplayer proti počítačovým hráčům nebo jako multiplayer pro až 64 hráčů spojených pomocí LAN či Internetu.
Kromě PC verze existuje i verze pro herní konzole Xbox, Xbox 360 a PS2, nazvaná Battlefield 2: Modern Combat, ta se ale od původní verze poměrně liší.

## Příběh
Hráč představuje vojáka v hypotetické válce odehrávající se v blízké budoucnosti. Válčícími stranami jsou:
- americká Námořní pěchota (USMC),
- čínská Lidová osvobozenecká armáda (PLA),
- fiktivní Blízkovýchodní koalice (Middle Eastern Coalition, MEC).

V pozdějších rozšiřujících verzích se objevily také další vojenské sbory včetně armády Evropské unie.
Ve hře se objevují reálné zbraně používané dnešními armádami, případně zbraně právě vyvíjené.

## Herní principy
Battlefield 2 je na rozdíl od bojových simulací (jako např. Operace Flashpoint) hlavně akční hrou, míra realismu je tedy o něco nižší – hráč vydrží několik zásahů a zranění je možno bez následků léčit. Pokud hráčovo zdraví klesne na nulu (podle hry je „kriticky zraněn“), nějakou dobu se neúčastní hry (v průběhu této doby jej dokonce může lékař – viz níže – oživit a vrátit zpět do hry bez následků), ale poté se znovu „narodí“ na jednom z definovaných míst mapy (hráč si může mezi těmito body zvolit), případně u velitele svého družstva (squadu).
Každá jednotlivá hra spočívá v souboji dvou týmů na mapě obsahující několik vlajek. Vlajky mohou jednotlivá mužstva dobývat tím, že se k nim jeden či několik vojáků přiblíží a chvíli setrvávají poblíž, přičemž na stožár vystoupá vlajka příslušného státu (případně je před tím stažena vlajka soupeře, pokud vlajku držel). Na počátku hry jsou některé vlajky již v držení některého družstva, zbytek vlajek zatím nepatří nikomu. Právě vlajky držené mužstvem také tvoří místa, na kterých se znovuobjevují zabití hráči. Pokud mužstvo nedrží ani jednu vlajku, zabití hráči zůstávají mimo hru.
Na začátku hry mají oba týmy přidělen určitý počet bodů, které postupně ubývají jednak za každého zabitého vojáka, jednak v případě, že soupeřův tým drží více než (v mapě) definovaný nadpoloviční počet vlajek. Mužstvo, kterému počet bodů klesne na nulu, prohrává. (Také v případě, že mužstvo nedrží ani jednu vlajku a jsou zabiti všichni jeho vojáci, hra končí prohrou tohoto mužstva, neboť se bez vlajek nemohou vojáci vrátit do hry.)

### Novinky v sérii her Battlefield
Novinkou oproti předchozím hrám ze série je propracovaný systém strategického vedení a spolupráce hráčů. Hráči mají možnost organizovat se do dvou- až šestičlenných družstev, s velitelem družstva, který má omezené schopnosti dávat ostatním hráčům rozkazy, například kde mají útočit, kde mají bránit, atd, a zároveň má možnost přijímat rozkazy od vrchního velitele týmu (tj. celého týmu v boji, např. velitel Námořní Pěchoty, nebo velitel Čínské armády, v dané mapě) a zároveň od něho požadovat palebnou podporu, UAV, nebo zásoby a přivolání vozidla. Vrchní velitel týmu má, kromě posílání rozkazů jednotlivým velitelům družstev, také mnoho strategických možností, např. přivolání dělostřelecké podpory. Další možnosti a vlastnosti jsou popsány níže v kapitole velitel.

### Povolání vojáků
Každý voják si může zvolit jedno z několika povolání; různá povolání se liší vybavením a tedy i některými zvláštními schopnostmi. Volbu může změnit při „znovunarození“, případně tím, že sebere výzbroj, která zůstala po zabitém vojákovi (i soupeřově). Všichni vojáci mají k dispozici nůž (bajonet M9), dále mají vždy pistoli (USA: Beretta 92FS, MEC: MR-444, Čína: QSZ-92) a nějaký typ pušky, zbytek vybavení závisí na povolání. Povolání také ovlivňuje rychlost pohybu, výdrž a odolnost proti střelbě. Každý voják má také k dispozici padák, který může použít při pádu z výšky (např. při opuštění letadla ve vzduchu).
Útočné jednotky (Assault)
Vojáci mají útočnou pušku (USA: M16A2, MEC: AK-101, Čína: AK-47) s podvěšeným granátometem (USA: M203, MEC: GP-30, Čína: GP-25) a dýmovnice (JA-M35). Nosí neprůstřelnou vestu, která zvyšuje jejich odolnost proti střelbě, ale snižuje jejich rychlost a výdrž.
Odstřelovači (Sniper)
Odstřelovač má pistoli s tlumičem, pušku se zaměřovacím dalekohledem (USA: M24 SWS, MEC: SVD, Čína: QBU-88), ruční granáty (M67) a protipěchotní miny M18A1 Claymore. Odstřelovači mají na sobě maskovací síť, díky které jsou ve volné krajině jen velmi těžko rozeznatelní.
Speciální jednotky (Spec Ops)
Vojáci jsou vybaveni útočnou karabinu (USA: M4A1 s průhledovým zaměřovačem, MEC: AKS-74U také se zaměřovačem, Čína: QBZ-97), ručními granáty a mají také výbušniny C-4: ty lze umístit na zvolené místo, vozidlo či nepřátelské vybavení (dělostřelectvo, radar, pozemní středisko UAV) a poté (na dálku) odpálit vysílačkou.
Ženisté (Engineer)
Ženisté mají brokovnici (USA: Remington 11-87, MEC: Saiga-12, Čína: NOR982) a ruční granáty. Mohou umisťovat protitankové miny (M15), které zlikvidují libovolné nepřátelské vozidlo, které přes ně přejede. Také mohou pomocí klíče opravovat poškozená přátelská vozidla či vybavení a zneškodňovat nepřátelské miny.
Lékaři (Medic)
Lékaři jsou vyzbrojeni útočnou puškou jako útočné jednotky (ovšem bez granátometu) a ručními granáty. Dále mají lékárničku, pomocí které mohou léčit přátelské jednotky (i sami sebe), případně ji odložit a umožnit ostatním vojákům samoléčbu a dále mají k dispozici defibrilátor, kterým mohou oživit zastřelené (po jistou krátkou dobu po zabití). Defibrilátor však lze také využívat jako kontaktní zbraň fungující obdobně jako nůž.
Podpora (Support)
Podpůrné jednotky jsou vyzbrojeny lehkým kulometem (USA: M249 SAW, MEC: RPK-74, Čína: QBZ-95) a ručními granáty. Dále mají k dispozici boxy s municí, pomocí kterých mohou doplňovat munici přátelským jednotkám (i sami sobě), tyto boxy mohou také odložit (vojáci si pak munici doplní na příslušném místě). Jsou vybaveni neprůstřelnou vestou.
Protitankové jednotky (Anti-tank)
Vojáci jsou vybaveni samopalem (USA: H&K MP5, MEC: PP-19 Bizon, Čína: Typ 79) a protitankovou řízenou střelou (USA: SRAW, MEC a Čína: ERYX). Mají neprůstřelné vesty.

### Dopravní prostředky
Vojáci mohou využívat různé dopravní prostředky a bojová vozidla (včetně vrtulníků či bojových letounů) rozmístěná na bojišti, přičemž se nebere ohled na povolání – každý voják může využívat libovolný prostředek. Vozidla se po zničení po jisté prodlevě objeví nová na původním místě. Přesunutá a opuštěná vozidla se po nějaké době samy zničí (aby se opět objevily na původním místě). Počáteční umístění vozidel určuje jejich typ – každá armáda má vlastní druhy, obecně si však odpovídají a liší se hlavně vzhledem.
USA
- M1A2 SEP Abrams je hlavním tankem armády USA; je vybaven 120mm tankovým kanónem a koaxiálním kulometem M240. Do tanku může nastoupit druhý voják, který stojí v otevřeném vrchním průlezu a ovládá kulomet M2, kterým lze otáčet o 360 °.
- M6 Bradley Linebacker je protiletadlová zbraň námořní pěchoty, vybavená řetězovým kulometem M242 Bushmaster a protiletadlovými řízenými střelami Stinger.
- HMMWV je standardní vojenský přepravní terénní automobil. Humvee může ve hře převážet kromě řidiče až čtyři další vojáky, z nichž jeden může ovládat otočný kulomet na střeše.
- DPV je lehké terénní vozidlo, kromě řidiče může přepravovat dva vojáky, oba mají k dispozici kulomet.
- LAV-25 je obojživelný obrněný transportér vybavený kulometem M242 a protitankovými řízenými střelami BGM-71 TOW. Kromě řidiče (který ovládá kulomet i střely) může převážet čtyři vojáky, kteří mohou používat kulomety v postranních střílnách.
- AH-1Z Super Cobra je útočný vrtulník. Pilot má k dispozici neřízené rakety Hydra 70, střelec pak 20mm rotační kulomet M197 a řízené střely Hellfire s televizním zaměřováním.
- UH-60 Black Hawk je střední užitkový vrtulník použitelný i v boji. Kromě pilota do něj může nastoupit šest vojáků, z nichž dva ovládají postranní kulomety.
- McDonnell Douglas F-15E Strike Eagle je stíhací bombardér; pilot ovládá rakety vzduch-vzduch, kanón, případně neřízené bomby proti pozemním cílům. Kromě něj může letět také střelec, který má k dispozici laserem naváděné střely AGM-65 Maverick.
- F/A-18 Hornet je stíhací bombardér.
- F-35 Lightning II je moderní stíhací bombardér schopný kolmého vzletu a přistání.
- RHIB je nafukovací člun s pevným trupem.

MEC
- T-90 je nástupcem T-72.
- Tunguska M1 je protiletadlová zbraň vybavená raketami SA-19 a 30mm dvouhlavňovým kanónem.
- GAZ 39371 je ruskou obdobou amerického Humvee.
- FAV je lehké terénní vozidlo.
- BTR-90 je ruské obrněné vozidlo pěchoty.
- Mi-28 je útočný vrtulník ruské výroby.
- Mi-17 je transportní vrtulník.
- MiG-29 je víceúčelový stíhací letoun.
- Su-34 je stíhací bombardér.

Čína
- Tank typ 98 je čínský hlavní tank.
- WZ-551 je šestikolové obrněné vozidlo pěchoty.
- NJ 2046 je přepravní vozidlo.
- FAV je lehké terénní vozidlo.
- PGZ-95 je protiletadlová zbraň vybavená čtyřmi 25mm kanóny a raketami země-vzduch.
- WZ-10 je bitevní vrtulník vybavený 23mm kulometem, protitankovými střelami a 57mm neřízenými raketami.
- Zhisheng-8 je přepravní vrtulník schopný přepravovat max. šest vojáků.
- Chengdu J-10 je čínský stíhací bombardér vybavený 30mm kanónem, 500 kg bombami a raketami vzduch-vzduch.
- Su-30MKK je ruský stíhací letoun.

Evropská unie
- Leopard 2A6 je hlavní německý tank.
- FV4034 Challenger 2 je hlavní britský tank.
- Eurofighter Typhoon je evropský víceúčelový stíhací letoun.
- Eurocopter Tiger je útočný vrtulník vyráběný konsorciem evropských výrobců.

### Mapy
Původní verze BF2 obsahovala dvanáct map. Ve verzi 1.03 přibyl Wake Island 2007, ve verzi 1.4 pak Road to Jalalabad, v roce 2008 volně stažitelná mapa Highway Tampa, která byla ale ve verzi 1.5 integrována do hry společně s novou mapou Operation Blue Pearl. Další mapy jsou obsaženy v rozšiřujících balíčcích, nebo v patchi 1.5, který obsahuje všechny mapy z rozšiřujících balíčků (Euro Force a Armored Fury). Mapy jsou k dispozici v několika velikostech podle počtu hráčů (mapy pro 16, 32 a 64 hráčů), velikosti se liší také počtem vlajek a rozmístěním vozidel a dalších důležitých bodů na mapě. Hra jednoho hráče (singleplayer) umožňuje přístup jen k mapám pro šestnáct hráčů, přičemž některé mapy nejsou k dispozici vůbec.
| Battlefield 2 | Special Forces                                                                                            | Euro Force                                               |
| --- | --- | -------------------------------------------------------- |
| - Dalian Plant - Daqing Oilfields - Dragon Valley - FuShe Pass - Gulf of Oman - Highway Tampa - Kubra Dam - Mashtuur City - Operation Clean Sweep - Road to Jalalabad - Sharqi Peninsula - Songhua Stalemate - Strike at Karkand - Wake Island 2007 - Zatar Wetlands - Operation Blue Pearl | - Devil's Perch - Ghost Town - Iron Gator - Leviathan - Mass Destruction - Night Flight - Surge - Warlord | - Great Wall - Operation Smoke Screen - Taraba Quarry    |
| - Dalian Plant - Daqing Oilfields - Dragon Valley - FuShe Pass - Gulf of Oman - Highway Tampa - Kubra Dam - Mashtuur City - Operation Clean Sweep - Road to Jalalabad - Sharqi Peninsula - Songhua Stalemate - Strike at Karkand - Wake Island 2007 - Zatar Wetlands - Operation Blue Pearl | - Devil's Perch - Ghost Town - Iron Gator - Leviathan - Mass Destruction - Night Flight - Surge - Warlord | Armored Fury                                             |
| - Dalian Plant - Daqing Oilfields - Dragon Valley - FuShe Pass - Gulf of Oman - Highway Tampa - Kubra Dam - Mashtuur City - Operation Clean Sweep - Road to Jalalabad - Sharqi Peninsula - Songhua Stalemate - Strike at Karkand - Wake Island 2007 - Zatar Wetlands - Operation Blue Pearl | - Devil's Perch - Ghost Town - Iron Gator - Leviathan - Mass Destruction - Night Flight - Surge - Warlord | - Midnight Sun - Operation Harvest - Operation Road Rage |

### Některé vlastnosti

#### Hodnocení hráčů
Pokud hráč hraje na oficiálních serverech, uchovávají se mu záznamy o získaných bodech, zabitích a další statistiky. Na základě těchto záznamů jsou hráči hodnoceni a řazeni v hodnostním systému (odpovídajícím systému hodností v americké námořní pěchotě). Získáváním vyšších hodností si mohou hráči „odemknout“ dodatečné zbraně: každé povolání má jednu, v datadisku Special Forces pak přibývá dalších sedm.
| Povolání              | Zbraň            | Zbraň z B2SF |
| --------------------- | ---------------- | ------------ |
| Speciální jednotky    | H&K G36C         | FN SCAR-L    |
| Odstřelovači          | M95              | L96A1        |
| Útočné jednotky       | H&K G3           | FN F2000     |
| Podpora               | PKM              | H&K MG36     |
| Ženisté               | Jackhammer Mk3A1 | H&K MP7 PDW  |
| Lékaři                | L85A1            | H&K G36-E    |
| Protitankové jednotky | DAO-12           | FN P90       |

Navíc k bodům a hodnostem mohou hráči takto získávat speciální ocenění (stužky, odznaky a vyznamenání) za konkrétní úspěchy.

#### Velitel
Jeden z hráčů každé strany se může stát velitelem. Velitel má na starosti strategické vedení bitvy; udílí rozkazy (např. útočit na nějaký bod) velitelům družstev a může použít následující akce:
- dělostřelecký útok
- satelitní průzkum celého bojiště
- vypuštění bezpilotního průzkumného letounu RQ-1 Predator ("UAV")
- shoz zásobovacího balíku
- shoz lehkého vozidla

Některé velitelovy schopnosti však mohou být omezeny zničením klíčových objektů (které mohou zničit speciální jednotky výbušninou C4). Zničení dělostřeleckých baterií mu znemožní přivolat dělostřeleckou podporu, zničení radaru skenování mapy, a zničení UAV postu mu znemožní posílat bezpilotní průzkumné letouny UAV.
Pozice velitele je navíc k základnímu povolání hráče – hráč se jinak běžným způsobem účastní hry. Velitel získává část bodů získaných týmem a na konci hry se veliteli vítězného týmu počet získaných bodů zdvojnásobí.
O tom, který z hráčů získá pozici velitele, se rozhoduje podle získaného hodnocení všech zájemců; velitel může kdykoli na pozici rezignovat, případně může výrazná většina týmu rozhodnout o svržení velitele.

#### Družstva
Hráči jednoho týmu se mohou sdružovat do dvou- až šestičlenných družstev. Členové jednoho družstva spolu mohou snadno komunikovat, každé družstvo má velitele, který jediný může přímo komunikovat s vrchním velitelem a udílí členům rozkazy. Velitel družstva může také vrchního velitele požádat o dělostřeleckou podporu či zásoby na určené místo.
Členové družstva mají také možnost „narodit se“ nikoli u některé vlajky, ale u svého velitele. (Velitel však musí být naživu a strana musí držet alespoň jednu vlajku.)

#### Hlasová komunikace
Hra obsahuje vestavěnou podporu pro komunikaci hráčů pomocí VoIP. Hráč může takto hlasem komunikovat s dalšími členy svého družstva, velitel družstva také může komunikovat přímo s vrchním velitelem.

#### Záznam bitvy
Hra umožňuje zaznamenávat průběh hry, záznam ukládat na disk a posléze jej zobrazit (v různých režimech) či z něj vytvořit video.
Záznam bitvy může ukládat i server pomocí programu BattleRecorder který je nainstalovaný na serveru. Záznam který nahrává server má pouhý zlomek velikosti (hodinový záznam asi 20MB) oproti záznamu který nahrává hráč. Toto video ale nenabízí pohled první osoby. Ale slouží jako důkaz při zápase, když nějaký tým poruší pravidla.

## Technické požadavky
Oficiální požadavky na systém:
- Windows XP (32bitové), uživatel s administrátorskými právy
- minimálně 1,7 GHz Intel Celeron D / Pentium 4 nebo AMD Athlon XP / Sempron či lepší
- alespoň 512 MB RAM
- CD-ROM/DVD-ROM, minimálně 8×
- alespoň 2,3 GB volného místa na pevném disku
- Grafická karta: podpora DirectX 9.0c, nejméně 128 MB grafické paměti; podporovány jsou následující chipsety:
  - NVIDIA GeForce FX 5700 či lepší
  - ATI Radeon 8500 či lepší
- Zvuková karta: podpora DirectX 9.0c (doporučen Sound Blaster X-Fi series)
- Pro hru více hráčů je potřeba pro každého hráče sada instalačních disků a vysokorychlostní připojení (kabelové, DSL apod.)

## Úspěchy a hodnocení
K červenci 2006 se celosvětově prodalo 2 250 000 kopií této hry. Setkala se s velmi kladným přijetím, v recenzích získávala hodnocení přesahující 90 %. Na festivalu E3 získala cenu herních kritiků jako nejlepší online hra pro více hráčů.
Kritika směřovala zejména k poměrně velkému množství chyb a nedostatků, kterými trpěla první verze. (Velkou část problémů vyřešily pozdější opravné balíčky, některé nové však přibyly.) Negativně také byly hodnoceny poměrně vysoké technické nároky hry a dlouhá doba nahrávání mapy.

## Opravy, rozšiřující verze, demo
Od vydání hry uveřejnil výrobce mnoho opravných záplat (patchů):
| Verze | Datum vydání | Popis |
| ----- | ------------ | --- |
| 1.01  | 6. 7. 2005   | – opravy chyb, později stažen pro závažnou chybu |
| 1.02  | 15. 7. 2005  | – zejména oprava chyby v předchozí opravě |
| 1.03  | 4. 10. 2005  | – vylepšení a opravy, nová mapa Wake Island |
| 1.12  | 22. 11. 2005 | – aktualizace na základě vydání Battlefield 2: Special Forces |
| 1.2   | 14. 2. 2006  | – příprava na rozšiřující balíček Euro Force, opravy a vylepšení, dvě nové zbraně a devět nových hodností |
| 1.21  | 9. 3. 2006   | – opravy chyb |
| 1.3   | 23. 5. 2006  | – opravy, hra proti botům |
| 1.4   | 5. 9. 2006   | – nová mapa Road to Jalalabad, opravy a vylepšení; vydání předcházelo uveřejnění dvou betaverzí |
| 1.41  | 16. 11. 2006 | – oprava zřídkavé chyby |
| 1.5   | 1. 9. 2009   | – nejpodstatnější změny: oprava známých a nejčastější chyb, integrace datadisků Euro Force a Armored Fury do hry pro všechny hráče Battlefield 2, zavedení tzv. "prone deviation" jako v Battlefield 2142. Vydání předcházelo uveřejnění tří zkušebních betaverzí. |

### Battlefield 2: Special Forces
Battlefield 2: Special Forces je rozšiřující balíček vydaný v listopadu 2005. Objevuje se v něm šest nových armád, spolu s nimi balíček nabízí nových deset vozidel, dvanáct zbraní a osm map.
Nové vlastnosti
- Šest nových armád: američtí Navy SEALs, britské SAS, ruské Specnaz, zvláštní jednotky MEC, ruští rebelové a blízkovýchodní povstalecká armáda (poslední patrně inspirované čečenskými, respektive iráckými povstalci).
- Osm nových map: Devil's Perch, Ghost Town, Iron Gator, Leviathan, Mass Destruction, Night Fight, Surge, Warlord.
- Deset nových vozidel: AH-64D Apache Longbow, Mi-35 Hind, ATV, BMP-3, civilní automobil, technical, Desert Raider, HMMWV vybavené TOW, vodní skútr a vysokozdvižný vozík.
- Noktovizorní brýle použitelné v nočních mapách.
- Lano s kotvou, po kterém lze šplhat na vyvýšená místa či z nich slaňovat.
- Kuše vystřelující lano, po kterém lze sjet ze zvýšeného místa či překonat nějakou překážku.
- Slzný plyn, který všechny zasažené vojáky dočasně neutralizuje – zhoršuje vidění a nutí k hlasitému kašli; lze se proti němu bránit použitím plynové masky.
- Oslepující a ohlušující granáty, způsobující dočasnou neutralizaci protivníků.
- Další nové zbraně: RPG-7, FN F2000, FN SCAR-L.

### Datadisky
Na rozdíl od rozšiřujícího balíčku datadisky jen rozšiřují obsah hry, netvoří relativně samostatnou část. Přidávají nové mapy, vozidla a možnost hrát za vojenské síly Evropské unie. Ve finálním vydání patche 1.5 jsou tyto datadisky integrované pro všechny hráče Battlefield 2, takže není třeba je zvlášť kupovat. Pro kompletní obsah hry (i s datadisky) stačí mít Battlefield 2 Deluxe verzi s patchem 1.41 a 1.5.
Battlefield 2: Euro Force byl vydán 14. března 2006 a obsahuje armádu Evropské unie spolu s evropskými zbraněmi a vozidly. Nabízí také tři nové mapy (Great Wall, Operation Smoke Screen a Taraba Quarry).
Battlefield 2: Armored Fury byl vydán 6. června 2006 a poskytuje tři nové mapy (Midnight Sun, Operation Harvest a Operation Road Rage) a nová letadla: letouny pro blízkou podporu (Su-39, A-10 Thunderbolt II, Nanchang Q-5) a průzkumné vrtulníky (Eurocopter EC635, WZ-11 a Hughes H-6).

### Demo
Předváděcí verzi lze zdarma stáhnout z Internetu; obsahuje jednu mapu (Gulf of Oman) ve verzích pro jednoho i více hráčů. Verze pro více hráčů mají časové omezení (10 minut hry u 16hráčové verze, 12 minut u 32hráčové; 64hráčová verze není k dispozici vůbec, hráči však mohou hrát na menší mapě). V demu se hráčům nepočítají body do statistiky a EA Games od 28. listopadu 2005 neprovozuje žádné servery, na kterých by bylo možno demo hrát; zájemci si však mohou stáhnout a zprovoznit vlastní server, který toto podporuje.

### Uživatelské modifikace
Uživatelé hry vytvořili velké množství modů, mezi populární patří např. Project Reality,, Forgotten Hope 2 či Point of Existence.